# Kobyłećkyj perewał
Kobyłećkyj perewał (ukr. Кобилецький перевал) – przełęcz w Karpatach ukraińskich. Położona w granicach rejonu rachowskiego obwodu zakarpackiego.
Wysokość przełęczy to 1043 m n.p.m.
Przez przełęcz prowadzi droga, która wiedzie z Kosiwśkiej Polany do Kobyłeckiej Polany. Droga jest wąska, przeważnie gruntowa, częściowo z pokryciem asfaltowym, miejscami z dzikim brukiem, relatywnie ciężko przejezdna, odpowiednia raczej dla transportu towarowego, motocykli albo samochodów o podwyższonym prześwicie. Zimą przełęcz jest nieprzejezdna.
Z zachodniej strony przełęczy otwierają się widoki na okoliczne góry: na północy jest masyw Świdowca, na północnym zachodzie – góra Apećka.
Na przełęczy położone są: ośrodek narciarki Kobyłecka Polana i masywna góra Kobyła, a u jej podnóży położone są: osiedle typu miejskiego Kobyłecka Polana (na zachodzie) i wieś Kosiwśka Polana (na wschodzie).